# 3184 Raab
3184 Raab eller 1949 QC är en asteroid i huvudbältet som upptäcktes den 22 augusti 1949 av den sydafrikanske astronomen E. L. Johnson i Johannesburg. Den har fått sitt namn efter den österrikiske amatörastronomen Herbert Raab.
Asteroiden har en diameter på ungefär 17 kilometer.